# Notropis longirostris
Notropis longirostris är en fiskart som först beskrevs av Oliver Perry Hay, 1881.  Notropis longirostris ingår i släktet Notropis och familjen karpfiskar. Inga underarter finns listade i Catalogue of Life.